# Da Mouth of Madness
Da Mouth of Madness (né le 19 août 1974 à Leeuwarden), de son vrai nom Sietse van Daalen, est un musicien et MC néerlandais de techno hardcore.

## Biographie
Van Daalen commence sa carrière avec DJ Uzi. À l'origine, ils formaient le groupe de hip-hop 2 Damn Dope. En 1994, ils se tournent vers la techno hardcore. Ils se produisent pour la première fois à la soirée 7 Gates 2 Hell à Deinum, suivie peu après d'une apparition à l'événement Thunderdome. Leur prestation à cette soirée les amène à collaborer avec l'organisateur ID&T. En 1996, ils se sont produits ensemble à Thunderdome '96 à Leeuwarden, Mysteryland, Love Parade à Berlin et voyagent avec Thunderdome on Tour. En 1997, Van Daalen devient l'un des présentateurs de l'émission TMF Hakkeeh de TMF aux côtés de Gabber Piet, pour laquelle il fait plus de 42 épisodes. Après le départ de Gabber Piet, il présente l'émission avec Richard Koek (Drokz).
En tant qu'artiste solo, il présente également Thunderdome, Defqon.1, MysteryLand, Dominator, Masters of Hardcore et Q-Base, entre autres. Il est principalement actif au sein de l'organisation belge Footworxx. À l'étranger, il est actif en Allemagne, en Belgique, en Angleterre, en Écosse, en Russie et en Espagne, entre autres. En 2015, il sort l'album Old Dog New Trixx. Depuis 2019, il est le MC attitré de Dr. Peacock. En 2022, il s'associe à Irridiate sur le moreau Sick and Tired. Puis en 2023, il s'associe à l'artiste Yoshiko sur le morceau Gabba Flow.